# Ingrid van Bergen
Ingrid van Bergen (n. 15 iunie 1931, Danzig, Orașul Liber Danzig) este o actriță germană.

## Biografie
Copilăria o petrece în Masuren (azi Mazuria), Prusia Orientală, deja ca și copil a jucat pe scenele diferitelor teatre din Zoppot (azi Sopot). După moartea timpurie a tatălui, care a fost soldat. El a căzut la data 22 iunie 1941, pe frontul de est, în prima zi a Operațiunii Barbarossa. După moartea tatălui familia ei se mută la Danzig. Cu puțin înainte de terminarea războiului mondial, familia ei formată dintr-o mamă cu patru copii, se reugiaza din fața trupelor sovietice care se apropiau de oraș. Vaporul care pornise cu refugiații spre vest, este bombardat, ea cu familie reușește să se salveze, de pe vaporul care se scufundă. În timpul acestor evenimente ea avea vârsta de 13 ani. După spusele ei la acesta vârstă a fost violată de soldații sovietici. Familia Bergen, reușește să ajungă în Danemarca,  unde între anii 1945-1948  au fost internați într-un lagăr danez. Prin anul 1950 ajunge în Germania, unde în același an în Reutlingen a luat examenul de bacalaureat. 
În continuare ea termină Școala Superioară de Muzică din Hamburg, ca ulterior să studieze și dramaturgia.
Actrița a fost implicată în anul 1977 într-un scandal, când într-o noapte și-a împușcat amantul, cele două fiice ale ei aveau 12 și respectiv 19 ani. A fost condamantă pentru omor în afect la 7 ani, din care 5 ani i-a petrecut în Penitenciarul pentru Femei din Aichach, Bavaria. Din 1994 a trăit șapte ani în  Mallorca, ca în 2001 să se reîntoarcă în Germania unde duce o viață retrasă în Lüneburger Heide, fiind angajată în acțiuni de protecția mediului și animalelor. Într-un interviu a declarat că s-a convertit la budism.

## Filmografie
- 1954 Bildnis einer Unbekannten
- 1955 Ingrid – Die Geschichte eines Fotomodells
- 1955 Generalul diavolului (Des Teufels General), regia Helmut Käutner
- 1955 Die Herrin vom Sölderhof
- 1955 Banditen der Autobahn
- 1956 Heute heiratet mein Mann
- 1958 Copiii minune (Wir Wunderkinder), regia Kurt Hoffmann
- 1958 Der Maulkorb
- 1958 Der eiserne Gustav
- 1958 Meine 99 Bräute
- 1959 Der blaue Nachtfalter
- 1959 Verbrechen nach Schulschluß
- 1959 Rosen für den Staatsanwalt
- 1959 Drillinge an Bord
- 1960 Als geheilt entlassen
- 1960 Bumerang
- 1960 Kein Engel ist so rein
- 1960 Das kunstseidene Mädchen
- 1960 Ich schwöre und gelobe
- 1960 Wir Kellerkinder
- 1960 Der Rächer
- 1961 Stadt ohne Mitleid (Town Without Pity)
- 1961 Cine ești dumneata, domnule Sorge? (Qui êtes-vous, Monsieur Sorge?), regia Yves Ciampi
- 1961 Das Geheimnis der gelben Narzissen
- 1962 Falsul trădător (The Counterfeit Traitor), regia George Seaton
- 1962 Dicke Luft
- 1962 Tunnel 28
- 1962 Genosse Münchhausen
- 1962 Ich bin auch nur eine Frau
- 1963 Erotikon – Karussell der Leidenschaften
- 1963 Allotria in Zell am See
- 1964 Freddy, Tiere, Sensationen
- 1964 Heiß weht der Wind
- 1965 Caroline und die Männer über vierzig (Moi et les hommes de 40 ans)
- 1967 Katz und Maus
- 1967 Jungfrau aus zweiter Hand
- 1969 Willst du ewig Jungfrau bleiben?
- 1969 Auf Scheißer schießt man nicht
- 1969 Grimms Märchen von lüsternen Pärchen
- 1970 Was ist denn bloß mit Willi los?
- 1970 Die Gartenlaube
- 1971 Gebissen wird nur nachts
- 1972 Femei însingurate (Zum zweiten Frühstück: Heiße Liebe), regia Hubert Frank
- 1972 Was wissen Sie von Titipu?
- 1972 Tatort: Rattennest
- 1973 Alle Menschen werden Brüder
- 1976 Vier gegen die Bank
- 1983 Wer raucht die letzte?
- 1985 Richy Guitar
- 1986 Ein Fall für zwei – Fasolds Traum
- 1986–1987 Losberg
- 1987 Der Madonna-Mann
- 1988 Hotel St. Pauli
- 1989 Jenseits von Blau
- 1989 Praxis Bülowbogen – So schnell heilt keine Wunde
- 1990 Neuner
- 1991 Haus am See
- 1992 Der demokratische Terrorist (Den demokratiske terroristen)
- 1992 Wolffs Revier (Mord hat Vorrang)
- 1993 Mord aus Liebe
- 1993 Barmherzige Schwestern
- 1994 Einfach nur Liebe
- 1995 Pakten – The Sunset Boys
- 1996 Ein fast perfekter Seitensprung
- 1997 Eine fast perfekte Scheidung
- 1998 Mobbing Girls (serial TV)
- 1998 Nina – Vom Kinderzimmer ins Bordell (serial TV)
- 1999 Männer aus zweiter Hand
- 2000 Der Mörder in meiner Nähe
- 2001 Meine polnische Jungfrau
- 2003 Der alte Affe Angst
- 2004 Autobahnraser
- 2003–2005 Bewegte Männer (serial TV)
- 2007 Neues vom Wixxer
- 2007 Pfarrer Braun – Ein Zeichen Gottes
- 2009 Ich bin ein Star – Holt mich hier raus! (Regina junglei în tabăra din junglă)
- 2009–2011 Doctors Diary
- 2009 Dinosaurier
- 2010 C.I.S. – Chaoten im Sondereinsatz
- 2011 Cindy aus Marzahn und die jungen Wilden
- 2013 Promi Shopping Queen